# ۱۱۱ (پیش از میلاد)
۱۱۱ (پیش از میلاد) ۱۱۱مین سال قبل از تقویم میلادی است.